# Haifeng (köpinghuvudort i Kina, Heilongjiang Sheng, lat 46,83, long 126,83)
Haifeng (kinesiska: 海丰, 海丰镇) är en köpinghuvudort i Kina. Den ligger i provinsen Heilongjiang, i den nordöstra delen av landet, omkring 120 kilometer norr om provinshuvudstaden Harbin. Antalet invånare är 23 943. Befolkningen består av 11 659 kvinnor och 12 284 män. Barn under 15 år utgör 13,0 %, vuxna 15-64 år 79 %, och äldre över 65 år 7,0 %.
Runt Haifeng är det tätbefolkat, med 297 invånare per kvadratkilometer. Närmaste större samhälle är Sifangtai, 15,5 km nordost om Haifeng. Trakten runt Haifeng består till största delen av jordbruksmark.
Genomsnittlig årsnederbörd är 833 millimeter. Den regnigaste månaden är juli, med i genomsnitt 217 mm nederbörd, och den torraste är januari, med 8 mm nederbörd.